# Christoph der Jüngere Glockengießer
Christoph (III) Rosenhardt genannt Glockengießer (* 12. November 1566 in Nürnberg; † 13. September 1630 ebenda) war ein deutscher Glockengießer.
Glockengießer war der Sohn von Christoph II. Rosenhardt genannt Glockengießer und seiner zweiten Frau Barbara Degier (1548–1583). Er wurde am Tag nach seiner Geburt in der Lorenzkirche in Nürnberg getauft. 
Von 1588 bis 1630 war er Ratsgenannter in der Stadt Nürnberg. 
Am 24. April 1587 heiratete er Margretha Schenk (1566–1595) in der Sebalduskirche. Mit ihr hatte er drei Kinder. Am 16. August 1597 heiratete er wieder in der Sebalduskirche Martha Schwender (1583–1627) und hatte mit ihr einen Sohn. 1628 heiratete er Dorothea Puffler in seiner Taufkirche. 
Nach dem Tod seines Vaters 1594 lebte er in Nürnberg im Haus zum Glockenstuhl und übernahm dessen Glockengießerei. 1612 verkaufte er das Haus, vermutlich aus finanziellen Gründen. Danach wird auch nur noch über wenige Glockengüsse berichtet, was aber auch in Zusammenhang mit dem Dreißigjährigen Krieg zu sehen ist. 
Er wurde im St.-Rochus-Kirchhof unter dem Glockengießerstein begraben.